# Circus Mircus
Circus Mircus er et georgisk band bestående af Damocles Stavriadis, Igor Von Lichtenstein, Bavonc Gevorkyan og Iago Waitman. De har repræsenteret Georgien i Eurovision Song Contest 2022 i Torino, med sangen "Lock Me In" og kom på en sidsteplads plads i semifinale 2 og derfor kvalificerede de sig ikke til finalen.